# Podnoszenie ciężarów na Letnich Igrzyskach Olimpijskich 2020 – waga do 87 kg kobiet
Rywalizacja w wadze do 87 kg kobiet w podnoszeniu ciężarów na Letnich Igrzyskach Olimpijskich 2020 została rozegrana w dniu 2 sierpnia 2021 roku w hali Tokyo International Forum.

## Terminarz
| Data            | Godzina |         |
| --------------- | ------- | ------- |
| 2 sierpnia 2021 | 11:50   | Grupa B |
| 2 sierpnia 2021 | 15:50   | Grupa A |

## Wyniki
| Pozycja | Grupa | Zawodniczka                | Reprezentacja     | Waga  | Rwanie | Rwanie | Rwanie | Podrzut | Podrzut | Podrzut | Wynik | Uwagi |
| Pozycja | Grupa | Zawodniczka                | Reprezentacja     | Waga  | 1      | 2      | 3      | 1       | 2       | 3       | Wynik | Uwagi |
| ------- | ----- | -------------------------- | ----------------- | ----- | ------ | ------ | ------ | ------- | ------- | ------- | ----- | ----- |
| 1. !    | A     | Wang Zhouyu                | Chiny             | 84,20 | 115    | 115    | 120    | 145     | 150     | 160     | 270   |       |
| 2. !    | A     | Tamara Salazar             | Ekwador           | 85,30 | 108    | 111    | 113    | 144     | 147     | 150     | 263   |       |
| 3. !    | A     | Crismery Santana           | Dominikana        | 86,50 | 112    | 116    | 119    | 140     | 144     | 144     | 256   |       |
| 4.      | A     | Mönchdżancangijn Anchceceg | Mongolia          | 86,95 | 110    | 110    | 112    | 140     | 142     | 147     | 252   |       |
| 5.      | A     | Gaëlle Nayo-Ketchanke      | Francja           | 84,05 | 103    | 106    | 108    | 135     | 139     | 145     | 247   |       |
| 6.      | A     | Mattie Rogers              | Stany Zjednoczone | 78,55 | 108    | 111    | 112    | 138     | 138     | 138     | 246   |       |
| 7.      | A     | Naryury Pérez              | Wenezuela         | 86,35 | 105    | 109    | 112    | 130     | 137     | 138     | 242   |       |
| 8.      | A     | Elena Cîlcic               | Mołdawia          | 86,80 | 105    | 109    | 109    | 130     | 135     | 139     | 240   |       |
| 9.      | B     | Kang Yeoun-hee             | Korea Południowa  | 76,70 | 100    | 103    | 103    | 120     | 125     | 128     | 231   |       |
| 10.     | B     | Lidia Valentín             | Hiszpania         | 80,60 | 100    | 103    | 106    | 122     | -       | -       | 225   |       |
| 11.     | B     | Clementine Meukeugni       | Kamerun           | 85,85 | 99     | 103    | 103    | 120     | 120     | 125     | 224   |       |
| 12.     | B     | Jaqueline Ferreira         | Brazylia          |       | 95     | 95     | 100    | 115     | 124     | 124     | 215   |       |
| 13.     | B     | Kanah Andrews-Nahu         | Nowa Zelandia     |       | 94     | 98     | 100    | 105     | 112     | 120     | 206   |       |